# 1986 في الأرجنتين
فيما يلي قوائم الأحداث التي وقعت خلال عام 1986 في الأرجنتين.

## رياضة
- 1 يناير – نهائي كأس العالم 1986
- 22 يونيو – الأرجنتين ضد إنجلترا

## مواليد

### يناير
- 1 يناير – بابلو كويفاس لاعب كرة مضرب أوروغواياني.
- 1 يناير – لويس ميغيل رودريغيز لاعب كرة قدم أرجنتيني.
- 2 يناير – فابيان مويانو لاعب كرة قدم أرجنتيني.
- 2 يناير – نيكولاس بيرتولو لاعب كرة قدم أرجنتيني.
- 12 يناير – بابلو دانييل أوزفالدو لاعب كرة قدم أرجنتيني.
- 16 يناير – أرييل روخاس لاعب كرة قدم أرجنتيني.
- 16 يناير – باولا باريتو لاعبة جودو أرجنتينية.
- 16 يناير – غوستافو روداس لاعب كرة قدم أرجنتيني.
- 18 يناير – إميليانو أرمينتيروس لاعب كرة قدم أرجنتيني.
- 30 يناير – لوكاس بيليا لاعب كرة قدم أرجنتيني.
- 31 يناير – أدولفو هيرش لاعب كرة قدم أرجنتيني.

### فبراير
- 2 فبراير – ماتياس غاريدو لاعب كرة قدم أرجنتيني.
- 4 فبراير – نيكولاس جبريل سانشيز لاعب كرة قدم أرجنتيني.
- 4 فبراير – نيكولاس سانشيز لاعب كرة قدم أرجنتيني.
- 8 فبراير – لوكاس رودريغيز لاعب كرة قدم أرجنتيني.
- 10 فبراير – ناهويل غوزمان لاعب كرة قدم أرجنتيني.
- 15 فبراير – غابرييل باليتا لاعب كرة قدم إيطالي.
- 16 فبراير – ماوريسيو سبيردوتي لاعب كرة قدم أرجنتيني.
- 16 فبراير – والتر اسيفيدو لاعب كرة قدم أرجنتيني.
- 18 فبراير – كلاوديو فيلاسكيز لاعب كرة قدم أرجنتيني.
- 19 فبراير – سيباستيان دوباربيير لاعب كرة قدم أرجنتيني.
- 20 فبراير – ايغناسيو كانوتو لاعب كرة قدم أرجنتيني.
- 22 فبراير – إنزو بيريز لاعب كرة قدم أرجنتيني.
- 24 فبراير – بابلو دي ميراندا لاعب كرة قدم أرجنتيني.
- 24 فبراير – خوسيه لويس فيلاغرا لاعب كرة قدم أرجنتيني.
- 24 فبراير – نيكولاس دي برونو لاعب كرة قدم أرجنتيني.
- 27 فبراير – بابلو ألفارادو لاعب كرة قدم أرجنتيني.

### مارس
- 2 مارس – اميليانو فوسكو لاعب كرة قدم أرجنتيني.
- 3 مارس – مارتن بيرويانسكاي ممثل أرجنتيني.
- 5 مارس – دييغو لاجوس لاعب كرة قدم أرجنتيني.
- 6 مارس – أوسكار أليغرا لاعب كرة قدم أرجنتيني.
- 8 مارس – أدريان بورتيلا لاعب كرة يد أرجنتيني.
- 15 مارس – جاي كورتني ممثل أسترالي.
- 20 مارس – أندريس بابلو فوري لاعب كرة سلة أرجنتيني.
- 26 مارس – فابريسيو في لاعب كرة سلة أرجنتيني.
- 26 مارس – فيرناندو دي لا فوينتي لاعب كرة قدم أرجنتيني.
- 30 مارس – فرانكو بانو لاعب كرة قدم أرجنتيني.

### أبريل
- 7 أبريل – دييغو غابرييل تشافيس ملاكم أرجنتيني.
- 10 أبريل – أوغوستو فيرنانديز لاعب كرة قدم أرجنتيني.
- 10 أبريل – فرناندو غاغو لاعب كرة قدم أرجنتيني.
- 14 أبريل – ماتياس رودريغيز لاعب كرة قدم أرجنتيني.
- 18 أبريل – ماتياس فيغا لاعب كرة قدم أرجنتيني.
- 23 أبريل – إدواردو شوانك لاعب كرة مضرب أرجنتيني.
- 24 أبريل – إيفان بيلود لاعب كرة قدم أرجنتيني.
- 24 أبريل – خافيير طوليدو لاعب كرة قدم أرجنتيني.

### مايو
- 1 مايو – دييجو فاليري لاعب كرة قدم أرجنتيني.
- 9 مايو – ماتياس أليخاندرو كيروغا لاعب كرة قدم أرجنتيني.
- 10 مايو – أندريا بينيتيز لاعبة كرة مضرب أرجنتينية.
- 12 مايو – سباستيان سيمونيه لاعب كرة يد أرجنتيني.
- 15 مايو – ماتياس فرنانديز لاعب كرة قدم تشيلي.
- 17 مايو – داريو بينيديتو لاعب كرة قدم أرجنتيني.
- 23 مايو – خورخي برون لاعب كرة قدم أرجنتيني.
- 28 مايو – اينزو غوتيريز لاعب كرة قدم أرجنتيني.

### يونيو
- 3 يونيو – خيرونيمو موراليس نيومان لاعب كرة قدم أرجنتيني.
- 4 يونيو – ماتياس دي غريغوريو لاعب كرة قدم أرجنتيني.
- 17 يونيو – ماتياس مانزانو لاعب كرة قدم أرجنتيني.
- 26 يونيو – غاستون سيليرينو لاعب كرة قدم أرجنتيني.
- 26 يونيو – كريستيان لاما لاعب كرة قدم أرجنتيني.
- 26 يونيو – لياندرو دياز لاعب كرة قدم أرجنتيني.

### يوليو
- 2 يوليو – والتر سيرانو لاعب كرة قدم أرجنتيني.
- 3 يوليو – أوسكار أوستاري لاعب كرة قدم أرجنتيني.
- 4 يوليو – رودريغو ساليناس لاعب كرة قدم أرجنتيني.
- 15 يوليو – ديفيد أبراهام لاعب كرة قدم أرجنتيني.
- 15 يوليو – ماريسول كاراتو لاعبة كرة يد أرجنتينية.
- 21 يوليو – بابلو نيكولاس كاباييرو لاعب كرة قدم أرجنتيني.
- 24 يوليو – فيرناندو تيسوني لاعب كرة قدم أرجنتيني.
- 26 يوليو – ليوناردو أولوا لاعب كرة قدم أرجنتيني.
- 30 يوليو – برونو سيرلا

### أغسطس
- 1 أغسطس – لوكاس سيمون لاعب كرة قدم أرجنتيني.
- 1 أغسطس – ماركوس ماتا لاعب كرة سلة أرجنتيني.
- 2 أغسطس – ليوناردو سانشيز لاعب كرة قدم أرجنتيني.
- 3 أغسطس – هيرنان بيرنارديلو لاعب كرة قدم أرجنتيني.
- 4 أغسطس – ماتياس ليونيل كيروغا لاعب كرة قدم أرجنتيني.
- 8 أغسطس – نيري كاردوسو لاعب كرة قدم أرجنتيني.
- 30 أغسطس – سيباستيان ليتو لاعب كرة قدم أرجنتيني.
- 31 أغسطس – ألبرتو ألاركون لاعب كرة قدم أرجنتيني.

### سبتمبر
- 7 سبتمبر – فيديريكو بيزارو لاعب كرة يد أرجنتيني.
- 19 سبتمبر – مارتين برافو لاعب كرة قدم أرجنتيني.
- 20 سبتمبر – كريستيان أنسالدي لاعب كرة قدم أرجنتيني.

### أكتوبر
- 10 أكتوبر – إزيكييل غاراي لاعب كرة قدم أرجنتيني.
- 16 أكتوبر – إيمانويل لويشبور لاعب كرة قدم أرجنتيني.
- 17 أكتوبر – فرانكو أرماني لاعب كرة قدم أرجنتيني.
- 19 أكتوبر – جويل كارلي لاعب كرة قدم أرجنتيني.
- 24 أكتوبر – أليخاندرو دوناتي لاعب كرة قدم أرجنتيني.
- 24 أكتوبر – بيدرو بابلو هيرنانديز لاعب كرة قدم أرجنتيني.
- 25 أكتوبر – أليخاندرو ميغيل سانشيز لاعب كرة قدم أرجنتيني.

### نوفمبر
- 3 نوفمبر – كريستيان عمر دياز لاعب كرة قدم أرجنتيني.
- 6 نوفمبر – برونو أوريباري لاعب كرة قدم أرجنتيني.
- 17 نوفمبر – نيكولاس ألبرتو فرنانديز لاعب كرة قدم أرجنتيني.
- 19 نوفمبر – إزيكييل لونا لاعب كرة قدم أرجنتيني.
- 24 نوفمبر – ميكايلا فاسكيز
- 27 نوفمبر – جابرييل هاوتشي لاعب كرة قدم أرجنتيني.
- 29 نوفمبر – دييغو ألبرتو موراليس لاعب كرة قدم أرجنتيني.

### ديسمبر
- 4 ديسمبر – فيكتور إسحاق أكوستا لاعب كرة قدم أرجنتيني.
- 10 ديسمبر – خورخي سباستيان نونيز لاعب كرة قدم أرجنتيني.
- 14 ديسمبر – خورخي لونا لاعب كرة قدم أرجنتيني.
- 20 ديسمبر – فيليكس باريديس لاعب كرة قدم.
- 23 ديسمبر – فرانكو كيروغا لاعب كرة قدم أرجنتيني.
- 28 ديسمبر – جيسوس كويلار ملاكم أرجنتيني.

## وفيات

### أبريل
- 6 أبريل – رايموندو أورسي (مواليد 1901) لاعب كرة قدم إيطالي.

### يونيو
- 14 يونيو – خورخي لويس بورخيس (مواليد 1899)

### أكتوبر
- 10 أكتوبر – أنطونيو دي بينيديتو (مواليد 1922) صحفي أرجنتيني.

### نوفمبر
- 14 نوفمبر – لويس كروز (مواليد 1905) سياسي أرجنتيني.